# Carebara bartrumi
Carebara bartrumi är en myrart som beskrevs av Weber 1943. Carebara bartrumi ingår i släktet Carebara och familjen myror. Inga underarter finns listade.